# 지방도 제925호선
지방도 제925호선은 경상북도 청도군 매전면 관하리와 영천시 도동 도동 교차로를 잇는 경상북도의 지방도이다.

## 연혁
- 2003년 2월 20일 : 기존 영천시 고경면 청정리와 포항시 구룡포읍 구룡포리를 잇던 연장 137 km의 '고경 ~ 구룡포선' 노선 폐지 및 청도군 매전면 관하리와 영천시 도동을 잇는 연장 45.5km의 '매전 ~ 영천선' 노선 신설[1]
- 2006년 12월 20일 : 매전 ~ 자인간 도로(경산시 남천면 신방리) 920m 구간 확장 개통[2]
- 2006년 12월 20일 : 매전 ~ 자인간 도로(경산시 남천면 신방리 ~ 청도군 매전면 금천리) 1.41km 구간 확장 개통[3]
- 2010년 8월 30일 : 구암 ~ 도남간 도로(영천시 금호읍 구암리 ~ 도남동) 1.98km 구간 개통[4]
- 2017년 11월 13일 : 하대 ~ 서부간 도로(경산시 자인면 계남리 ~ 서부리) 1.16km 구간 확장 개통[5]
- 2018년 11월 15일 : 노선 종점을 영천시 작산동에서 영천시 도동으로 연장 및 총 노선 연장 0.3km 단축.[6]
- 2021년 12월 6일: 실연장 반영으로 총 연장을 45.81km에서 45.47km로 변경함.[7]

## 경유지
- 청도군
  - 매전면 관하리(국도 제20호선과 분기) - 관하교 - 금천리 - 잉어재

- 경산시
  - 남천면 잉어재 - 신방리 - 송백지 - 송백리 - 금곡리 - 신석리 - (고개)
  - 남산면 (고개) - 상대리 - 상대온천 - 하대리 - 계하교
  - 자인면 계하교 - 계남리 - 서부리 - 자인네거리 - 자인버스정류장 - 제1동성교 - 제2동성교 - 동부리 - 교촌리 - 읍천리
  - 진량읍 마곡리 - 현내리 - 시문리 - 다문리 - 다문네거리 - 아사리

- 영천시
  - 대창면 사리리 - 대창리 - 영창중학교 - 대창면사무소 - 대창삼거리 - 대창교 - 조곡교 - 대재리 - 병암리
  - 금호읍 대곡리 - 자광원(구 금호남부초등학교) - 호남리 - 약남리 - 호암육교 - 구암리
  - 남부동 도남농공단지 - 도남교 - 작산동 - 남부동주민센터 - 영천생약한양유통단지 - 도동네거리 - 도동 교차로

## 중복 구간
- 경산시 자인면 서부리 ~ 자인네거리 : 지방도 제919호선과 중복
- 경산시 자인면 자인네거리 ~ 동부리 : 국가지원지방도 제69호선과 중복
- 영천시 대창면 대창삼거리 ~ 조곡교 남단 : 지방도 제909호선과 중복

## 도로명
- 청도군 매전면 관하리 ~ 경산시 남천면 금곡리 : 관방로
- 경산시 남천면 금곡리 ~ 남산면 하대리 : 상대로
- 경산시 남산면 하대리 ~ 자인면 서부리 : 계남길
- 경산시 자인면 서부리 ~ 자인네거리 : 원효로
- 경산시 자인면 자인네거리 ~ 동부리 : 설총로
- 경산시 자인면 동부리 ~ 교촌리 : 금학로
- 경산시 자인면 교촌리 ~ 영천시 대창면 대창삼거리 : 금박로
- 영천시 대창면 대창삼거리 ~ 조곡교 남단 : 금창로
- 영천시 대창면 조곡교 남단 ~ 남부동 작산동 : 칠백로
- 영천시 남부동 작산동 ~ 도동네거리 : 한방로
- 영천시 남부동 도동네거리 ~ 도동 교차로 : 천문로